# Apeadero de Porto Rei
El Apeadero de Porto Rei, conocido como Apeadero de Porto de Rei, es una plataforma ferroviaria de la Línea del Duero, que sirve a la localidad de Porto de Rei, en Portugal.

## Historia
Este apeadero se encuentra en el tramo entre las Estaciones de Juncal y Régua de la Línea del Duero, que abrió a la explotación el 15 de julio de 1879.